# Historische Kommission für Sachsen-Anhalt
Die Historische Kommission für Sachsen-Anhalt ist ein eingetragener Verein von Wissenschaftlern und Institutionen, die sich mit der Landesgeschichte von Sachsen-Anhalt befassen, sowohl in Forschung als auch in der Vermittlung in der Öffentlichkeit. Als solche entspricht sie anderen landesgeschichtlichen Historischen Kommissionen in Deutschland. Sie wurde 1990 gegründet und sieht sich in der Nachfolge der 1876 gegründeten historischen Kommission für die preußische Provinz Sachsen, der 1900 auch Anhalt beitrat (sie bestand bis zur Auflösung der Länder 1952). Ihr Sitz ist in Magdeburg.
Zurzeit hat sie 49 Mitglieder (2021), darunter viele Professoren von Universitäten, aber auch aus Archiven und kirchlichen Einrichtungen. Sie steht auch Institutionen als Mitgliedern offen und es gibt eine Ehrenmitgliedschaft und eine korrespondierende Mitgliedschaft. Vorsitzender ist Andreas Pečar. Bis 2004 wurde die Kommission direkt vom Land Sachsen-Anhalt gefördert, danach nicht mehr (die Geschäftsstelle musste daraufhin aufgelöst werden), sondern finanziert sich überwiegend durch Projektförderung und durch Stiftungen (wegen solcher Förderung wurde der Braunschweiger Professor für Pharmazeutische Chemie Dietrich Moderhack Ehrenmitglied).
Mitglieder sind oder waren unter anderem Jan Brademann, Konrad Breitenborn,  Jörg Brückner, Enno Bünz (Professor für Landesgeschichte in Leipzig), Gerrit Deutschländer, Werner Freitag (ehemaliger Professor für Landesgeschichte in Halle-Wittenberg vor seinem Weggang nach Münster, danach korrespondierendes Mitglied), Stephan Freund, Thomas Großbölting, Hans-Herbert Haase, Josef Hartmann (der wesentlich an der Gründung beteiligt war und Leiter des Landesarchivs war),  Michael Hecht, Leonhard Helten, Erhard Hirsch, Ulrike Höroldt (Leiterin des Geheimen Staatsarchivs Preußischer Kulturbesitz und bis 2015 Vorsitzende der Kommission), Wolfgang Huschner, Peter Johanek, Eva Labouvie, Klaus Krüger, Heiner Lück, Monika Lücke, Ralf Lusiardi, Matthias Meinhardt, Harald Meller (der Landesarchäologe), Thomas Müller-Bahlke (Franckeschen Stiftungen, von 2015 bis 2019 Vorsitzender der Kommission), Andreas Pečar, Klaus Erich Pollmann, Matthias Puhle, Andreas Ranft, Silke Satjukow, Arno Sames, Wolfgang Schenkluhn, Roderich Schmidt, Werner Schröder, Hans K. Schulze, Ernst Schubert (Gründungs- und Ehrenvorsitzender), Hans-Georg Stephan, Mathias Tullner (Professor für Landesgeschichte in Magdeburg), Patrick Wagner, Matthias Werner, Holger Zaunstöck (Professor in Halle-Wittenberg, wo er auch Landesgeschichte vertritt), Walter Zöllner.
Sie unterstützen Projekte insbesondere zur Quellenforschung wie die Fortsetzung des Urkundenbuchs des Hochstifts Halberstadt (dessen erste Bände 1883 bis 1889 Gustav Schmidt herausgab) und eine kommentierte Faksimileausgabe des Atlas Cameræ Magdeburgensis von Friedrich August Fiedler (in Zusammenarbeit mit dem Landesarchiv und dem Landesheimatbund). Sie geben auch die Quellen und Forschungen zur Geschichte Sachsen-Anhalts heraus und ein Jahrbuch (Sachsen und Anhalt).
Sie veranstalten auch Tagungen und einen Tag der Landesgeschichte.